# Un tram che si chiama Desiderio (opera teatrale)
Un tram che si chiama Desiderio o Un tram chiamato Desiderio (in lingua inglese: A Streetcar named Desire) è un dramma scritto dal drammaturgo statunitense Tennessee Williams nel 1947. Vincitrice del Premio Pulitzer per la drammaturgia nel 1948, la pièce viene considerata una delle opere teatrali migliori e più importanti del XX secolo.

## Trama
Dopo che la casa di famiglia, Belle Reve, è stata pignorata dai creditori, Blanche DuBois lascia Laurel e si trasferisce dalla sorella Stella, che vive a New Orleans con il marito, Stanley Kowalski. Blanche afferma di essersi presa un permesso dal lavoro di insegnante di inglese a causa delle sue frequenti crisi di nervi e, appena arrivata, comincia a lamentarsi della sciatteria della casa di Stella, un piccolo appartamento di due stanze; anche i rapporti con il cognato sono tesi fin dal primo momento: la donna gli rimprovera la rudezza e i modi bruschi, mentre Stanley continua a domandarle come abbia fatto a perdere tutti quei soldi e la casa.
Stanley interroga Blanche sul suo primo matrimonio con un uomo molto giovane, morto prematuramente, lasciandola vedova. Kowalsky si fa consegnare dalla cognata il carteggio sulla perdita di Belle Reve, un tempo una grande piantagione, e vede nella valigia della donna delle lettere che Blanche conserva gelosamente: le lettere d'amore scritte per lei dal marito. Stanley è colpito dall'apparente sincerità di Blanche, e la informa che Stella aspetta un bambino.
La notte successiva Stanley gioca a poker con i suoi amici e Mitch, uno di loro, si lascia affascinare da Blanche, che apprezza quanto l'uomo sia più fine e gentile degli altri giocatori. Ubriaco e furioso per le continue interruzioni, Stanley colpisce Stella e le due DuBois trovano rifugio dalla vicina del piano di sopra, Eunice. Pentito, Stanley comincia a urlare il nome di Stella finché la moglie non scende, lo perdona e si lascia portare a letto. Blanche e Mitch approfondiscono la conoscenza reciproca e l'uomo si scusa per i modi dell'amico.
Blanche si stupisce che Stella torni dal marito e la mattina seguente glielo descrive in termini poco lusinghieri, ma Stella rigetta le insinuazioni e afferma di amare Stanley. Il marito, che ha ascoltato parte della conversazione senza intervenire, torna a casa e Stella lo bacia, mostrando così a Blanche quanto poco conti la sua opinione. Le settimane intanto passano ed il rapporto tra i cognati diventa sempre più teso, mentre Blanche riversa tutte le sue speranze su Mitch, affinché la sposi e la porti via; per ingraziarselo, tuttavia, Blanche mente sulla sua età e dichiara di essere più giovane di Stella, mentre invece è più anziana di diversi anni; a tale scopo, evita di farsi vedere dal ragazzo in piena luce, per nascondere i segni del tempo sul suo viso. Una sera, Blanche racconta a Mitch del primo marito, Allan Grey, un ragazzo sensibile che nascondeva la sua omosessualità. Dopo averlo colto in flagrante con un altro uomo, Blanche aveva detto al marito di essere disgustata da lui e Allan si era suicidato. Mitch promette di prendersi cura di lei.
Stanley intanto ha raccolto informazioni sulla cognata e le condivide con la moglie: Blanche è stata licenziata per aver fatto sesso con uno studente e ha vissuto a lungo in un hotel, il Flamingo, noto per essere frequentato da prostitute. Stella rigetta le accuse e attacca il marito, ma entra in travaglio e Stanley deve portarla in fretta in ospedale. Blanche resta sola a casa e Mitch viene a trovarla per chiedere spiegazioni sui pettegolezzi riportatigli da Stanley: dapprima la donna nega tutto, ma poi ammette la verità e chiede perdono. L'uomo, umiliato, rifiuta di perdonarla ma prova a fare sesso con lei; allora Blanche urla "al fuoco" e Mitch fugge.
Stanley torna a casa dall'ospedale e conforta Blanche, che intanto è sprofondata nella fantasia di un vecchio pretendente che sta venendo a prenderla per portarla via da New Orleans. Stanley dapprima finge di crederle, solo per poi smascherare il suo castello di bugie. Sentendosi minacciata, Blanche tenta di ferirlo con un pezzo di vetro, ma Stanley la disarma e la stupra, causando un definitivo crollo psicotico in Blanche.
Sono passate alcune settimane ed Eunice e Stella stanno aiutando Blanche a preparare i bagagli per quello che lei considera un viaggio imminente; Blanche ha detto tutto alla sorella, ma Stella si è rifiutata di crederle. Mentre gli uomini giocano a poker nella stanza accanto, arrivano un dottore e un'infermiera per portare la donna in un ospedale psichiatrico. Inizialmente Blanche si ribella, ma poi si consegna al dottore, ammettendo di avere sempre fatto il massimo affidamento sulla gentilezza degli sconosciuti. Mentre Blanche viene portata via, Stanley consola la moglie in lacrime ed il gioco riprende.

## Rappresentazioni

### New York
Il debutto avvenne all'Ethel Barrymore Theatre di Broadway il 3 dicembre 1947 per la regia di Elia Kazan, con Marlon Brando nel ruolo di Stanley Kowalsky, Jessica Tandy in quello di Blanche Dubois, Kim Hunter in Stella, Karl Malden (Mitch), Rudy Bond (Steve), Nick Dennis (Pablo), Peg Hillias (Eunice), Richard Garrick (Dottore) e Edna Lewis Thomas (venditrice di fiori). Acclamata da critico e pubblico, la produzione originale di A Streetcar Named Desire rimase in scena per 855 repliche prima di chiudere il 17 dicembre 1949. Nel corso delle repliche Uta Hagen rimpiazzò la Tandy nel ruolo di Blanche, Carmelita Pope sostituì la Hunter ed Anthony Quinn subentrò a Brando allo scadere del contratto della giovane star. Jack Palance aveva sostituito brevemente Brando all'inizio delle repliche, quando l'attore si era fratturato il naso, mentre Ralph Meeker interpretò Stanley nell'ultimo periodo di repliche. Particolarmente apprezzata fu l'interpretazione di Jessica Tandy, che vinse il Tony Award alla miglior attrice protagonista in uno spettacolo nel 1948.

Nel 1948 fu inaugurato il primo tour statunitense del dramma, diretto da Harold Clurman e con Uta Hagen ed Anthony Quinn nei ruoli da protagonisti già interpretati a Broadway. La regia di Clurman tornò a soffermarsi prevalentemente su Blanche, secondo le intenzioni dell'autore, mentre Kazan si era focalizzato prevalentemente su Stanley. Allo scadere del suo contratto, Uta Hagen fu sostituita da Judith Evelyn. 

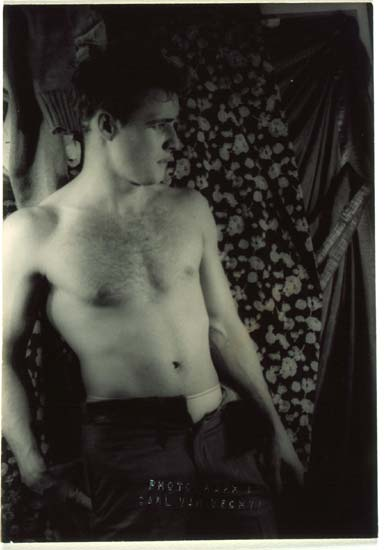
Marlon Brando in Un tram che si chiama Desiderio (New York, 1947)

Streetcar tornò brevemente a New York per 16 repliche dal 23 maggio all'11 giugno 1950, con Uta Hagen ed Anthony Quinn ancora una volta come protagonisti sotto la regia di Elia Kazan.
Tallulah Bankhead, l'attrice per cui originariamente Williams aveva scritto la parte di Blanche, interpretò la Dubois in un revival del dramma in scena al City Center di New York per 15 repliche dal 15 al 26 febbraio 1956. Diretto da Herbert Machiz, il revival si avvalse delle interpretazioni di Gerald S. O'Loughlin (Stantley), Rudy Bond (Mitch) e Frances Heflin (Stella).
Nel 1973 il Vivian Beaumont Theatre del Lincoln Center ha ospitato una nuova produzione della piece diretta da Ellis Rabb ed interpretata da James Farentino (Stanley), Rosemary Harris (Blanche), Philip Bosco (Mitch) e Patricia Conolly (Stella). Il revival rimase in scena per 110 repliche dal 14 aprile al 20 luglio 1973. La Harris vinse il Drama Desk Award per la sua interpretazione, Farentino il Theatre World Award.
Poche settimane più tardi il primo revival di Broadway del dramma andò in scena al St James Theatre, in cartellone per 60 repliche dal 28 settembre al 18 novembre 1973. Jules Irving dirigeva un cast che comprendeva Alan Feinstein (Stanley), Lois Nettleton (Blanche), Barbara Eda-Young (Stella) e John Newton (Mitch).
Quindici anni dopo un nuovo revival debuttò a Broadway, al Circle in the Square Theatre, sotto la regia di Nikos Psacharopoulos. Rimasta in scena per 105 repliche dal 20 febbraio al 22 maggio, questa produzione vedeva come suoi protagonisti: Blythe Danner (Blanche), Frances McDormand (Stella), Aidan Quinn (Stanley), Frank Converse (Mitch) e Becky Gelke (Eunice). Il revival fu candidato a tre Tony Award, miglior revival, miglior attrice protagonista (Danner), miglior attrice non protagonista (McDormand), mentre Quinn vinse il Theatre World Award per il miglior debutto.
Nel 1992 l'Ethel Barrymore Theatre, il teatro del debutto del dramma, ospitò un nuovo allestimento di Streetcar, questa volta diretto da Gregory Mosher. Alle due star principali Alec Baldwin (Stanley) e Jessica Lange (Blanche) si affiancarono Amy Madigan (Stella), James Gandolfini (Steve), Aida Turturro (Eunice) e Timothy Carhart (Mitch). La performance della Lange ottenne recensioni contrastanti, ma l'attrice vinse comunque il Theatre World Award; unanime invece furono le lodi per Baldwin, candidato al Tony Award al miglior attore protagonista in uno spettacolo. Questo revival, rimasto in scena per 168 repliche dal 17 marzo al 9 agosto 1992, fu la base del film per televisione del 1995 Un tram che si chiama Desiderio, diretto da Glenn Jordan e con Baldwin e Lange nei ruoli interpretati a Broadway. I critici furono più favorevoli all'interpretazione della Lange per la televisione e l'attrice vinse il Golden Globe per la miglior attrice in una mini-serie o film per la televisione.
Nel 1999, dal 16 febbraio all'8 agosto il dramma fu messo in scena dall'Ibsen Theater per la regia di Marco Tiburtini, con Susan Strong nel ruolo di Blanche, Ester Jacob nel ruolo di Stella e John Eckhart nel ruolo di Stanley.
Nel 2005 un nuovo revival andò in scena allo Studio 54 per la regia di Edward Hall. Il cast comprendeva Natasha Richardson (Blanche), John C. Reilly (Stanley), Amy Ryan (Stella), Chris Bauer (Mitch) e Kristine Nielsen (Eunice). Questo allestimento rimase in scena per 106 repliche, dal 26 marzo al 3 luglio 2005, e fu candidato a tre Tony Award.
Un revival interamente interpretato da attori di colore è andato in scena nella primavera ed estate 2012 al Broadhurst Theatre di Broadway per la regia di Emily Mann. Nicole Ari Parker interpretava Blanche, Daphne Rubin-Vega Stella, Blair Underwood Stanley e Wood Harris Mitch. Il revival rimase in scena per 128 repliche dal 3 aprile al 22 luglio.
La produzione del Young Vic diretta da Benedict Andrews e con Gillian Anderson è andata in scena alla St. Ann's Warehouse di Brooklyn dal 23 aprile al 4 giugno 2016.

### Londra
Un Tram che si chiama Desiderio debuttò all'Aldwych Theatre di Londra il 1 ottobre 1949. Diretta da Sir Laurence Olivier, questa produzione vide come suoi protagonisti Vivien Leigh (Blanche), Renée Asherson (Stella), Bonar Colleano (Stanley), Bernard Braden (Mitch). Betty Ann Davies era la sostituta della Leigh per il ruolo della protagonista. Vivien Leigh fu successivamente scelta per interpretare Blanche nell'adattamento cinematografico del dramma, diretto da Elia Kazan e con Marlon Brando nel ruolo che aveva originato a Broadway.
Nel 1969 una nuova produzione andò in scena nell'Off-West End al New Theatre di Bromley, con la regia di David Poulson e Veronica Lake e Ty Hardin nel ruolo dei due protagonisti; Zoë Wanamaker era l'assistente dello stage manager.
Nel 1974 Ned Sherrin diresse il primo revival del West End di Streetcar, con un'apprezzatissima Claire Bloom nel ruolo di Blanche, Joss Ackland (Mitch), Martin Shaw (Stanley), Morag Hood (Stella). Il revival andò in scena al Piccadilly Theatre.
Il 30 dicembre 1996 la produzione diretta da Gregory Mosher debuttò all'Haymarket Theatre, ancora una volta con Jessica Lange nel ruolo di Blanche DuBois. Accanto a lei sul palco recitavano Toby Stephens (Stanley), Imogen Stubbs (Stella) e Christian Burgess (Mitch).
Dall'ottobre al novembre 2002, Glenn Close interpretò Blanche nella produzione di Trevor Nunn in scena al Royal National Theatre. Iain Glen interpretava Stanley, mentre Essie Davis vinse il Laurence Olivier Award alla miglior performance in un ruolo non protagonista per la sua interpretazione nel ruolo di Stella.
Dal 28 luglio al 3 ottobre 2009 un revival della piece andò in scena alla Donmar Warehouse per la regia di Rob Ashford. Rachel Weisz, un'acclamata Blanche, vinse il Laurence Olivier Award alla miglior attrice, mentre Ruth Wilson vinse il Laurence Olivier Award alla miglior attrice non protagonista per la sua Stella. Elliot Cowan interpretava Stanley.
Nel 23 luglio al 19 settembre 2014 Gillian Anderson ha interpretato Blanche in un revival diretto da Benedict Andrews al Young Vic. Ben Foster interpretava Stanley, Vanessa Kirby Stella, Corey Johnson Mitch e Clare Burt Eunice. La Anderson è stata candidata al Laurence Olivier Award alla miglior attrice per la sua performance.
L'opera è stata ripresa di nuovo nel 2022 all'Almeida Theatre di Londra sotto la direzione di Rebecca Frecknall, con Patsy Ferran nel ruolo di Blanche al fianco di Paul Mescal nel ruolo di Stanley e Anjana Vasan in quello di Stella. L'opera ha ricevuto ampi consensi dalla critica e il suo trasferimento nel West End è diventato la produzione più venduta fino ad oggi in qualsiasi sede dell'Ambassador Theatre Group. La produzione ha ricevuto 6 candidature ai Laurence Olivier Awards, vincendone 3 (miglior revival, miglior attore e migliore attrice non protagonista rispettivamente per Mescal e Vasan). La produzione sarà di nuovo nel West End di Londra, al Noël Coward Theater, dal 3 al 22 febbraio 2025, e poi andrà in scena off-Broadway al BAM di New York, dal 28 febbraio al 6 aprile 2025.

### In Italia
La prima italiana avvenne il 21 gennaio 1949 al Teatro Eliseo di Roma per la regia di Luchino Visconti. I bozzetti scenografici erano curati da Franco Zeffirelli: la scena era strutturata come lo spaccato di una casa su due piani, con delle quinte dipinte sullo sfondo e dei praticabili per accedere al secondo piano. Fra gli interpreti figuravano Rina Morelli, Vittorio Gassman, Vivi Gioi e Marcello Mastroianni. Nel 1951 verrà messo in scena una seconda volta, sempre da Luchino Visconti, ma a Milano, al Teatro San Babila.
Nel 1993 Elio De Capitani ha diretto Mariangela Melato nel ruolo di Blanche allo Spoleto Festival e, nel marzo 1993, al Teatro Eliseo di Roma; il resto del cast era composto da Giancarlo Previati (Mitch), Ester Galazzi (Stella) e Aleksander Cvjetkovic (Stanley).
Enrico Lo Verso è lo Stanley della Blanche di Paola Quattrini per la regia di Lorenzo Salveti nella produzione in scena al Teatro di Marina di Pietrasanta nel luglio 2000.
Nel 2012 Antonio Latella dirige Vinicio Marchioni e Laura Marinoni in Un tram che si chiama Desiderio in tournée a Roma, Milano, Rimini, Urbino, Iesi, Teranto, Grosseto, Asti, Catania.
Nel 2016 il Teatro Stabile di Napoli ospita un nuovo allestimento, diretto da Cristian Plana ed interpretato da Mascia Musy (Blanche), Massimiliano Gallo (Stanley) e Giovanna Di Rauso (Stella).
Nel 2019 la GITIESSE Artisti riuniti, diretta da Geppy Gleijeses, porta in scena un nuovo allestimento diretto da Pier Luigi Pizzi, con Mariangela D'Abbraccio e Daniele Pecci nei ruoli di Blanche e Stanley.

### Altre produzioni
- Parigi, Teatro Edoardo VII, 1949: Arletty (Blanche), Héléna Bossis (Stella Kowalski), Yves Vincent (Stanley Kowalski). Regia di Raymond Rouleau.
- Edimburgo, Royal Lyceum, 1986: Vivien Heilbron (Blanche), Alan Cumming (dottore/ragazzo). Regia di Ian Wooldridge.
- Sydney, Sydney Theatre, 2009: Cate Blanchett (Blanche), Joel Edgerton (Stanley), Robin McLeavy (Stella), Tim Richards (Mitch). Regia di Liv Ullmann.
- Parigi, Teatro dell'Odéon, 2010: Isabelle Huppert (Blanche), Andrzej Chyra (Stanley Kowalski) y Florence Thomassin (Stella). Regia di Krzysztof Warlikowski.
- Manchester, Royal Exchange, 2016: Maxine Peake (Blanche), Ben Batt (Stanley), Sharon Duncan-Brewster (Stella). Regia di Sarah Frankcom

## Adattamenti

### Opera
Un tram che si chiama Desiderio, opera di André Previn del 1995.

### Cinema
Nel 1951 Elia Kazan diresse l'omonimo adattamento cinematografico del dramma, con Marlon Brando, Kim Hunter e Karl Malden nei ruoli già interpretati a Broadway; Vivien Leigh, dalla produzione londinese, interpretò Blanche. I riferimenti all'omosessualità di Allan furono eliminati e nel film Blanche gli dice di essere disgustata da lui per la sua debolezza e incapacità negli affari. Anche il finale è diverso, con Stella che lascia il marito. Il film vinse quattro Premio Oscar, di cui tre per gli attori: miglior attrice protagonista a Vivien Leigh, miglior attore non protagonista a Karl Malden e miglior attrice non protagonista a Kim Hunter.

### Televisione
Nel 1984 John Erman ha diretto l'adattamento televisivo Un tram che si chiama Desiderio, con sceneggiatura di Oscar Saul e colonna sonora di Marvin Hamlisch. Facevano parte del cast: Ann-Margret (Blanche), Treat Williams (Stanley), Beverly D'Angelo (Stella) e Randy Quaid (Mitch). Il film TV vinse quattro Emmy Award e Ann-Margaret vinse il Golden Globe per la miglior attrice in una mini-serie o film per la televisione.
Nel 1995 Glenn Jordan ha diretto un secondo adattamento televisivo, Un tram che si chiama Desiderio, basato sul revival di Broadway nel 1992: Jessica Lange ed Alec Baldwin, infatti, tornarono ad interpretare Blanche e Stanley. Si unirono a loro nel cast John Goodman (Mitch), Diane Lane (Stella) e Rondi Reed (Eunice). Jessica Lange vinse il Golden Globe per la miglior attrice in una mini-serie o film per la televisione.

## Influenze
- Il quartiere di New Orleans di Elysian Fields dove Blanche Dubois vive con Stanley e Stella Kowalski[22] aveva già fornito l'ispirazione per il nome del luogo nel quale è ambientato il secondo atto di The Adding Machine di Elmer Rice.
- Nel film Hollywood Homicide, Josh Hartnett interpreta un poliziotto con aspirazioni da attore. Per tutto il film è impegnato a provare e riprovare la sua prima pièce teatrale, che è appunto Un tram che si chiama Desiderio.
- Nel film Tutto su mia madre il dramma ha un ruolo focale nella trama.
- Nell'episodio Un tram chiamato Marge de I Simpson, la trama ruota attorno alla vicenda di Marge che recita proprio a teatro in Un tram che si chiama Desiderio a Springfield. La vicenda di Stanley e Blanche ricalca la situazione di Homer e Marge. Gli autori avevano in mente di usare praticamente tutte le battute dell'opera di Williams, ma non ricevettero l'autorizzazione da chi detiene i diritti[23].
- Il film Blue Jasmine, del 2013 di Woody Allen, è una rielaborazione della trama in chiave contemporanea, con l'inserimento di flashback e storie parallele.

## Edizioni italiane
- Tennessee Williams, Un tram che si chiama desiderio, traduzione di Gerardo Guerrieri, Collezione di teatro, Einaudi, Torino 1963, ISBN 88-06-38240-3.
- Tennessee Williams, Un tram che si chiama desiderio, traduzione di Paolo Bertinetti, Collana ET Scrittori, Einaudi, Torino, 2020, ISBN 978-88-062-3801-8.